# Lohn- und Gehaltstarifvertrag
Ein Lohn- und Gehaltstarifvertrag bzw. Entgelttarifvertrag ist im deutschen Arbeitsrecht eine besondere Form eines Tarifvertrags.
Neben den im Manteltarifvertrag geordneten allgemeinen Rahmenbedingungen des Arbeitsverhältnisses (Urlaub, Krankheit, Beendigung etc.) bestimmt der Lohn- und Gehaltstarifvertrag bzw. der Entgelttarifvertrag die konkrete Höhe der Vergütung für die Arbeitsverhältnisse in seinem Geltungsbereich.
In den Verträgen werden Tabellen mit dem Bruttolohn in Eurobeträgen für die einzelnen Entgeltgruppen bzw. Lohn- und Gehaltsgruppen vereinbart. Die Kriterien für die Zuordnung zu Entgeltgruppen bzw. Lohn- und Gehaltsgruppen sind in einem Entgelt-Rahmentarifvertrag bzw. Entgelt-Rahmenabkommen oder in einem Lohn- und Gehaltsrahmentarifvertrag geregelt.
Für das einzelne Arbeitsverhältnis muss im Betrieb festgestellt werden, welcher Vergütungsgruppe es zuzuordnen ist. Bei dieser „Eingruppierung“ ist – so vorhanden – entsprechend den Bestimmungen des Betriebsverfassungsgesetzes der Betriebsrat zu beteiligen.
Tariflöhne sind branchenspezifische Mindestlöhne. Von ihnen darf nicht nach unten abgewichen werden, sofern der Tarifvertrag für das Arbeitsverhältnis zwingend gilt. Das ist der Fall bei beiderseitiger Verbandszugehörigkeit der Arbeitsvertragsparteien oder im Falle einer Allgemeinverbindlicherklärung. Eine Überschreitung des Tariflohnes im individuellen Arbeitsvertrag ist im Rahmen des Günstigkeitsprinzipes durchaus zulässig.
Die Laufzeit des Lohn- und Gehaltstarifvertrages ist in der Regel kürzer als die des zugehörigen Manteltarifvertrages (häufig ein Jahr bis zwei Jahre).